# Laoudi-Ba
Laoudi-Ba est une localité du nord-est de la Côte d'Ivoire et appartenant au département de Bondoukou, district du Zanzan, région du Gontougo. La localité de Laoudi-Ba est un chef-lieu de commune.